# Handbook
Handbook（ハンドブック）は、会議資料や営業・販促資料、マニュアル、教材など、企業・学校などで使われる各種コンテンツをiPhone、iPad、Android、Windows 10上で活用できる中央管理型のコンテンツ活用ソリューション。
コンテンツの登録や削除、アカウント管理、利用状況把握は、SaaSとして提供されるHandbook Studioへブラウザでログインして行う。閲覧は、各プラットフォーム別に提供されるHandbookアプリで行う。Handbookアプリでは、各種コンテンツの閲覧だけではなく、Handbook Studioで作成した、試験・クイズ、アンケートへの回答を行うことができる。
Handbook Studio、Handbookアプリとも、GUIによる簡単な操作でコンテンツの管理、閲覧が可能。また、コンテンツのアクセスログも取得できる。
最近では、営業資料の管理・配信、アクセスログの分析などで営業力を強化するセールステックでの活用も増えている。
2015年グッドデザイン賞を受賞。

## 導入実績
累積導入件数 1,554件（2019年12月末現在）。
以下、ホームページ上で公開されている企業・団体一覧 

### 金融・証券業
東海東京証券、中国銀行、三菱UFJモルガン・スタンレー証券、岩井コスモ証券、東洋証券、南都銀行、三菱東京UFJ銀行、野村證券、水戸証券、巣鴨信用金庫

### 製造・建設・保守業
アサヒ装設、鴻池組、マックス、富士電機機器制御、三井ホーム、日本トリム、平田機工、東海交通機械、日本たばこ産業、日立ハイテクフィールディング、竹中工務店、日本ミシュランタイヤ、レノボ･ジャパン、セイコープレシジョン・タイランド、わかさ生活、キヤノン電子、浅野研究所、北尾化粧品部、第一三共エスファ、島津製作所、敷島製パン

### 小売・卸
MTGプロフェッショナル、神奈川トヨタ自動車、三愛、マルイ、F・O・インターナショナル、森久保薬品、フランスベッド、白鳩、サン･クロレラジャパン、日本たばこ産業、オフィスバスターズ、ベネトンジャパン、コネクシオ、ネッツトヨタ富山、アデランス、銀座メガネ、橋本総業、awai、ナガセ ビューティケァ、弘益、松屋

### 学校・教育支援
日産・自動車大学校、賢明学院、夢見る、皇學館大学、日本リハビリテーション専門学校、麻布デンタルアカデミー、北九州小倉看護学校、九州大学、東京工業大学、ベンチャー･プライベート･カンファレンス、法政大学

### 公共・医療
茨城県大子町、岩井医療財団 稲波脊椎・関節病院、秋田県仙北市、堺市医師会、国立病院機構 嬉野医療センター、国立スポーツ科学センター、熊本YMCA

### サービス
リゾートトラスト、東京地下鉄、エイチ・アイ・エス、津山商工会議所、ホテルグランヴィア岡山、大阪国際会議場、ATグループ、魁力屋、大阪ガスビジネスクリエイト、アクア環境システムTOJO、アートコーポレーション、清月記、ハイアットリージェンシー東京、ノンストレス、TVC、日本マニュファクチャリングサービス、ダイナム、バンダイナムコエンターテインメント

## 製品構成
| 製品名                           | 種別                          | 提供方法                            | |
| -------------------------------- | ----------------------------- | ----------------------------------- | --- |
| Handbook Studioスタンダード      | サーバー                      | 共用SaaS                            | 月額25,000円〜 小規模ユーザー向けのライセンス。 |
| Handbook Studioプレミアム+       | サーバー                      | 専用SaaS                            | 月額120,000円〜 中・大規模ユーザー、またはコンテンツ容量が多いユーザー向けのライセンス。                                                                                        |
| Handbook Studioエンタープライズ+ | サーバー                      | 専用SaaS                            | 月額400,000円〜 大規模ユーザー向けのライセンス。IP接続制限など、エンタープライズ用途でのオプションが付属。                                                                      |
| Handbook Studioライセンス        | サーバー                      | オンプレミス                        | ユーザー環境へインストールできるパッケージ。 |
| Handbookアプリ                   | クライアント アプリケーション | App Store Google Play Windowsストア | 無償 各Handbook Studioに接続し、コンテンツを閲覧するためのアプリケーション。 iOS/Android/Windows 10向けの3つのアプリケーションが存在する。 各プラットフォーム毎に機能差がある。 |

## 歴史
- 2009年6月     Handbookバージョン1リリース（iPhone/iPod Touch版）
- 2010年5月     Handbookバージョン2リリース（iPhone/iPod Touch/iPad版）
- 2010年6月     Handbook アプリAndroid版リリース
- 2011年5月     Handbookバージョン3リリース
- 2011年8月     HandbookアプリAndroid Tablet版リリース
- 2011年11月   書籍『Handbook 3.0 導入・操作ガイド（FOM出版刊）』発売

- 2012年11月   モバイルデバイス向け文書管理市場シェアNo.1を獲得(ITR調査)

- 2012年12月   HandbookアプリWindows 8版リリース
- 2013年9月     Handbook Studio バージョン4リリース

                          ストレージ定額プラン提供開始
- 2013年10月   HandbookアプリiOS版バージョン4リリース
- 2013年11月   HandbookアプリAndroid版バージョン4リリース
- 2013年11月   HandbookアプリWindows 8/8.1版バージョン4リリース
- 2013年11月   国内モバイルコンテンツ管理市場2年連続シェア No.1を獲得（ITR調査）
- 2014年3月     HandbookアプリKindle版リリース
- 2014年7月     書籍『現場が喜ぶタブレット導入完全ガイド』発刊
- 2014年10月   国内モバイルコンテンツ管理市場3年連続シェア No.1を獲得（ITR調査）
- 2015年12月   国内モバイルコンテンツ管理市場４年連続シェア No.1を獲得（ITR調査）
- 2016年4月     Handbook累積導入件数 1,000件を突破
- 2016年6月     HandbookアプリWindows 10 UWP版リリース
- 2016年9月     SaaS型モバイルコンテンツ管理市場 製品別売上金額シェア No.1を獲得（ITR調査）
- 2016年10月   HandbookアプリiOS版が360度画像・動画に対応
- 2017年8月     SaaS型モバイルコンテンツ管理市場 製品別売上金額シェア No.1を獲得（ITR調査）
- 2017年8月     Handbook Studioバージョン5リリース

                          HandbookアプリiPhone/iPod Touch/iPad版バージョン5リリース
                          モバイルサイネージ（iPadを使った電子看板機能）機能を搭載
- 2017年11月   セミナー、カンファレンスなどでコンテンツ共有、画面同期ができる、カンファレンス機能を搭載
- 2018年10月   Handbook がモバイルコンテンツ管理市場の４つのカテゴリでシェアNo.1を獲得
- 2019年11月   国内セールス・イネーブルメント・ツール市場 ２つのカテゴリでNo.1を獲得（ITR調査）
- 2019年11月   2019年度 クラウドサービス認定プログラムに認定
- 2020年1月「ITreview Grid Award 2020 Winter」セールスイネーブルメント部門で『Leader』を受賞